# Serie 030-2340 a 2365 de Renfe
La serie 030-2340 a 2365 de RENFE es parte de la importante serie de las "Creusot mercancías" procedente de la compañía MZA, que las empleó profusamente hasta la nacionalización de los ferrocarriles de ancho ibérico en 1941. Integradas en RENFE, esta las empleó principalmente para los servicios de maniobras, y aún remolcaban trenes de mercancías en la década de 1950. En 1955 se desguazaron las 030-2342, 2356 y 2358. La última fue la 030-2350, desguazada en 1968.